# ISO 3166-2:FO
ISO 3166-2:FO é a entrada para as Ilhas Faroe no ISO 3166-2, parte do padrão ISO 3166 publicado pela Organização Internacional para a Padronização (ISO), que define códigos para os nomes das principais subdivisões (ex., províncias ou estados) de todos países codificado em ISO 3166-1.

Atualmente, o ISO 3166-2 define os códigos de entrada para as Ilhas Faroe.
Oficialmente, as Ilhas Faroe possui o código FO no ISO 3166-1 alfa-2.